# 塩冶善行町
塩冶善行町（えんやぜんこうちょう）は、島根県出雲市に存在する町名である。郵便番号は693-0028（出雲郵便局管区）。

## 地理
塩冶善行町は出雲市駅(駅北町)から駅南町を挟んで南西に位置している。同町の周囲の他町名としては東に駅南町、北東に駅北町、北に今市町、西に塩冶町とそれぞれ接している。

## 世帯数と人口
2022年（令和4年）7月31日現在の世帯数と人口は以下の通りである。
| 町丁       | 世帯数  | 人口  |
| ---------- | ------- | ----- |
| 塩冶善行町 | 149世帯 | 333人 |

## 小・中学校の学区
市立小・中学校に通う場合、学区は以下の通りとなる。
| 番地 | 小学校             | 中学校             |
| ---- | ------------------ | ------------------ |
| 全域 | 出雲市立塩冶小学校 | 出雲市立第二中学校 |

## 交通

### 道路
- 島根県道277号多伎江南出雲線が塩冶善行町内を東西に貫いている（一部で駅南町との境を通っている）。

### 鉄道
- JR西日本山陰本線の出雲市駅と一畑電車北松江線の電鉄出雲市駅へは塩冶善行町から島根県道277号を東方向に沿うと同駅の南口(駅南町)に着く。ちなみに山陰本線は同町内の北西側を少し通過している。

### バス
- バス路線では一畑バスやスサノオ観光が出雲市駅から同町の西側を通過している。ただし同駅からの発着はいずれも北口側(駅北町側)からである。

## 施設
- 出雲地方合同庁舎
- 中央建設出雲店
- パーラーbamboo
- 焼肉 味都